# Dyrrhachion (byzantinisches Thema)

Die byzantinischen Themen auf dem Balkan im Jahr 1045

Das Thema von Dyrrhachion (griechisch θέμα Δυρραχίου Théma Dyrrachíou) war ein byzantinisches Thema im heutigen Albanien, das sich entlang der Adriaküste erstreckte. Es wurde im frühen 9. Jahrhundert eingerichtet und nach seiner Hauptstadt Durrës (mittelgriechisch Dyrrhachion) benannt.

## Geschichte
Das exakte Jahr der Einrichtung des Themas ist nicht bekannt; ein Strategos von Dyrrhachion ist im Taktikon Uspensky von 842 vermerkt, es haben sich aber mehrere Siegel von Strategoi aus früheren Zeiten erhalten. Es ist möglich, dass es gleichzeitig mit dem Thema von Peloponnes und dem Thema von Kephallenia entstanden ist. Während der byzantinisch-bulgarischen Kriege im 10. und 11. Jahrhundert scheint die Stadt zeitweise unabhängig oder unter bulgarischer Herrschaft gewesen zu sein. Ab der Mitte des 11. Jahrhunderts trug ihr Statthalter den Titel Doux oder Katepano. Im Jahr 1040/1041 rebellierten die Truppen des Themas unter ihrem Anführer Tihomir und schlossen sich Peter Deljan an.
Im späten 11. und 12. Jahrhundert war Dyrrhachion von großer Wichtigkeit für das Byzantinische Reich. Die Stadt war der „Schlüssel zu Albanien“ und das Einfallstor für Invasionen aus Italien. Der Doux von Dyrrhachion wurde zum wichtigsten Rang aller Balkanprovinzen des Reiches erhoben. Zwei Statthalter von Dyrrachion (Nikephoros Bryennios der Ältere und Nikephoros Basilakes) versuchten von hier aus die Macht an sich zu reißen. Die Region spielte auch eine wichtige Rolle in den byzantinisch-normannischen Kriegen: Sie wurde von den Normannen zwischen 1081 und 1084 besetzt. Nach der Rückeroberung der Region vertraute Alexios I. Komnenos das Thema einem seiner nächsten Verwandten an. Trotzdem behielten die lokalen Stadtoberhäupter (Archontes) eine relative Unabhängigkeit, sie waren es, die die Stadt 1205 nach der Plünderung von Konstantinopel an die Venezianer übergaben.

## Liste der bekannten Strategen
- Leo Rhabdouchos, 917
- Niketas Pegonites, bis 1018
- Eustathios Daphnomeles, 1018–1029
- Basileios Synadenos, ca. 1040
- Michael Maurex, späte 1060er/frühe 1070er
- Nikephoros Bryennios der Ältere, ca. 1075
- Nikephoros Basilakes, ca. 1078
- Georgios Palaiologos, 1081
- Johannes Doukas, 1085–1092
- Johannes Komnenos, 1092–1105
- Alexios Komnenos, 1105 – nach 1108
- Alexios Kontostephanos, zweites Viertel des 12. Jahrhunderts
- Alexios Doukas, Mitte des 12. Jahrhunderts